# Taulliraju
Le Taulliraju, (du quechua : tawlli, une plante andine du genre Lupinus ; et rahu, « neige, glace ») est une montagne de la cordillère Blanche dans les Andes péruviennes. Il s'élève à une altitude de 5 830 m. Le Taulliraju est situé dans la région d'Ancash à la frontière entre la province de Huaylas et la province de Pomabamba.
Le Taulliraju se trouve à l'intérieur du parc national de Huascarán, au sud du Pucajirca (6 039 m) et à l'est du Rinrijirca (5 810 m).

## Histoire
La première ascension est réalisée le 18 août 1956 par une expédition française composée de Lionel Terray, Maurice Davaille, Claude Goudin, Maurice Martin, Robert Sennelier, Raymond Jenny et Pierre Souriac. Ils empruntent la face nord, puis l'arête nord-est pour atteindre le sommet,,.